# Lechytia himalayana
Lechytia himalayana es una especie de arácnido del orden Pseudoscorpionida de la familia Lechytiidae.

## Distribución geográfica
Se encuentra en Nepal.